# Topolje (żupania osijecko-barańska)
Topolje – wieś w Chorwacji, w żupanii osijecko-barańskiej, w gminie Draž. W 2011 roku liczyła 395 mieszkańców.